# Scott Effross
Scott Benjamin-Morton Effross (Twinsburg, Ohio, 28 de diciembre de 1993), más conocido como Scott Effross, es un jugador profesional estadounidense de béisbol que se desempeña en la posición de lanzador en New York Yankees, equipo de las Grandes Ligas de Béisbol (MLB).

## Carrera
Effross hizo su debut en la MLB con el equipo Chicago Cubs, en el cual jugó dos temporadas (2021-2022), después pasó a New York Yankees, donde lleva jugando dos temporadas.